# اتجاه كمسمول

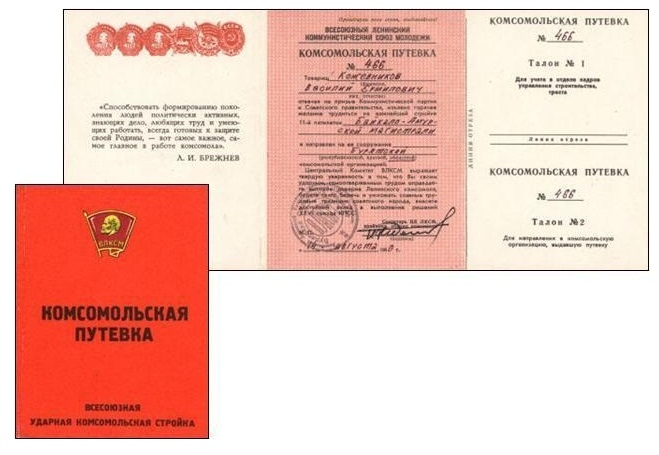

اتجاه كمسمول أو تذكرة سفر كمسمول "Komsomol direction": وثيقة التعبئةِ في الاتحاد السوفيتي أصدرتْ مِن قِبل لجنة كمسمول إلى عضو كمسمول التي وجّهَت العضو لمشاريعِ بناءِ الصدمية المؤقتةِ أَو الدائمةِ أو الخدمات العسكرية. عادةً يكون اتجاه كمسمول مرتبط بالانتقالات إلى مواقعِ جديدة، مواقع نائية بعيدةِ وسيئة الاستقرار: مواقع البناء الجديدة: مواقع بناء كمسمول، خدمة الجيش.. إلخ. ظَهرتْ تذكرةُ السفر في وقت ما بعد تعديل قانون العمل السوفيتي كنوع من التعبئةِ التنظيميةِ.
خلال الخطة الخمسية العاشرة 10th five-year plan وصل أكثر من 500,000 متطوع من الشباب إلى مشاريع البناء الصدمية باستخدام تذاكر كمسمول. قامت منظمات كومسمول بتشكيل وإدارة 100 فرقة من فرق الاتحاد تتكون من 80000 شخص.
في مواقع العمل أصحاب تذاكر سفر كمسمول يكسبون أجور أيام العمل حسب نوع العمل المطلوب منهم. كلمة "putyovka" بوتيفكا عادةً تعني «إجازة / عطلة»، خلال الفترة السوفيتية كانت بوتيفكا تطلق على رواد معسكر أرتيك "Artek " الصيفي. بوتيفكا كانت مِنَح لتشغيل المثقفين عُمّال المصانعِ الكبارِ وأعضاء اللجان الآخرينِ لقضاء العطل ومصحة تحسين الصحة "sanatoriums" الذي خُصّصَ للمصانعِ الخاصة. بدلاً من ذلك فإن لبوتيفكا كمسمول معناً خاصاً.